# Tristichopteridae
Los tristicoptéridos (Tristichopteridae) son una familia extinta de peces tetrapodomorfos  que vivieron durante Devónico. Aparecieron durante el Givetiense durante el Devónico Medio. Dentro del clado existieron géneros cuyo tamaño oscilaba entre unos pocos centímetros (Tristichopterus) hasta algunos metros (Hyneria y Eusthenodon).
Algunos integrantes de la familia comparten algunas de las características con los integrantes del orden Elpistostegalia, un grupo parafilético de tetrápodos basales. Estas se relacionan con la forma del cráneo y una reducción en el tamaño de las aletas posteriores.
Un concepto antiguo es que Eusthenopteron era capaz de salir a tierra usando sus aletas. Sin embargo no existe evidencia suficiente para apoyar esta idea. La familia desapareció en la extinción masiva del Devónico Tardío. 

## Géneros
- Cabonnichthys
- Canningius
- Eusthenodon
- Eusthenopteron
- Hyneria
- Jarvikina
- Mandageria
- Notorhizodon
- Platycephalichthys
- Tristichopterus